# Arknights: Endfield
Arknights: Endfield — це майбутня відеогра від китайської студії Hypergryph, спін-оф їхньої успішної мобільної tower defense гри Arknights. У свою чергу Arknights: Endfield вийде також на персональних комп'ютерах та ігрових консолях. Це буде рольовий бойовик з будівництвом бази доступний гравцям за моделлю free-to-play. Монетизація гри буде спиратися на ґача механіки.
Станом на липень 2025 року дата виходу залишається невідомою.

## Синопсис
Історія Arknights: Endfield розгортається на планеті Талос-II (англ. Talos-II), де гравець буде адміністратором відділу відновлення угод в Final Earth Industry та поступово досліджуватиме територію згідно отриманих інструкцій. Талос-II — це світ стихійних лих та криз. Там відбувається небезпечне надприродне лихо під назвою «Ерозія», яке спричиняє спотворене середовище та аномальні фізичні явища в уражених зонах. Значна частина Талос-II це пустеля та дика місцевість, що чекає на дослідження. Першопроходці належать до різних націй та організацій, регулярно співпрацюють та конкурують один з одним.
З відновленням дослідження руїн Талоса-II, Protocol Recycling Department був відновлений під керівництвом суперінтенданта Періки. Інженерний центр Final Earth інтегрував велику кількість прототипів обладнання з Protocol Recycling Department та успішно розробив «Автоматизовану інтегровану промислову систему». Protocol Recycling Department вирішив довести надійність задіяної в цій системі технології передачі. Випробування почалися в Долині № 4, що має найгірше природне середовище в Розширеній зоні та найбідніша на ресурси.

## Ігровий процес
З переходом на повноцінний 3D-рушій та більш потужні ігрові платформи Arknights: Endfield еволюціонує у рольовий бойовик з боями в реальному часі. Світ гри є напів-відкритим — він поділений на зони з чітко визначеними місцями переходу на інші локації, а герої не можуть в звичайний спосіб долати перепади висот чи водні перешкоди. Ігровий процес також збагачено будівництвом та управлінням власної бази.
В групі під вашим керівництвом може одночасно знаходитися до чотирьох персонажів. Бойова система в Endfield покладається на комбінування і тактичне застосування їх унікальних навичок.

## Будівництво та керування базою
Однією примітних особливостей Endfield є система будівництва бази, що поєднує дослідження світу та менеджмент ресурсів. За сюжетом Автоматизований промисловий комплекс (англ. Automated Industry Complex, AIC) є досягненням на шляху мініатюризації та модуляризації промислового обладнання і дозволяє швидко розгортати повністю автоматизовані виробничі лінії.
Поступово будівництво бази починає віддалено нагадувати автоматизацію в стилі Factorio. В автоматизованих виробничих ланцюжках ресурси видобуваються на віддалених вузлах, доставляються спеціальними зиплайнами, очищуються та обробляються, а далі використовуються для крафту певного кінцевого продукту. Розробники прагнуть збалансувати типову для жанру рольову складову гри та розбудову виробництва, де гравець зможе отримувати предмети для покращення своїх персонажів.

## Розробка
10 березня 2022 року Hypergryph відкрила офіційні акаунти Arknights: Endfield. За тиждень, 16 березня, вийшов пілотний трейлер проекту, а на офіційному вебсайті було оголошено про початок попередньої реєстрації користувацьких облікових записів.
До 23 грудня 2023 року приймалися заявки на технічне тестування ПК-версії гри. Саме тестування проходило між 11 та 21 січня 2024 року.
14 грудня 2024 року вийшов другий трейлер гри, в якому також було оголошено, про початок бета-тесту 17 січня 2025 року. Бета-версія була ексклюзивною для ПК та містила новий регіон під назвою Цзіньлун (Jinlong).
Endfield використовує рушій Unity. Мінімальні системні вимоги гри наступні: процесор Intel Core i5-9400F, відеокарта NVIDIA GeForce GTX 1060, 16 ГБ оперативної пам'яті та 40 ГБ постійної пам'яті для зберігання гри на диску.

## Реліз
Станом на липень 2025 року дату виходу Arknights: Endfield ще не оголошено.